# Andreu Marquès i Martí
Andreu Marquès i Martí, com a seglar Miquel Marquès i Martí (Molins de Rei, Baix Llobregat, 18 de desembre de 1937 - Montserrat, Monistrol de Montserrat, Bages, 3 de juny de 2012) fou un filòsof català i monjo del monestir de Montserrat.
Ingressà al monestir de Montserrat el 1957, on seguí estudis eclesiàstics, i fou ordenat sacerdot l'11 de juliol del 1964. A continuació va ampliar els seus estudis de filosofia a la Universitat de Lovaina, a Bèlgica. Es doctorà en filosofia, amb una tesi sobre el racionalisme crític de Hans Albert, per la Universitat Ramon Llull, i s'especialitzà en el racionalisme crític de Karl Popper i Hans Albert. Va impartir classes de filosofia al Monestir de Montserrat des del 1966. A partir de l'any 1970 va donar classes de filosofia a la Facultat de Teologia de Catalunya. En crear-se la Universitat Ramon Llull (URL), l'any 1990, va passar a ensenyar a la Facultat de Filosofia d'aquesta Universitat, d´on va ser professor catedràtic fins que l'any 2009 esdevingué professor emèrit. També va fer classes a la Facultat de Ciències de la Comunicació Blanquerna (URL), a l'Escola Tècnica Superior d´Arquitectura La Salle (URL), a l'Escola de Psicologia de la "Fundació Vidal i Barraquer" i a l'Institut de Teologia de Barcelona, actualment ISCREB. Els anys 1972, 1974 i 1982 va col·laborar durant un trimestre a l'"Institut ecumènic de recerques teològiques" de Tantur, a Jerusalem.
Retornat a Montserrat va ser prefecte de juniors durant dos anys i prefecte d´estudis durant catorze anys, durant els períodes 1969-80 i 1986-88, fou prefecte d'estudis del monestir de Montserrat. Els seus treballs s'han centrat en la filosofia del llenguatge, l'hermenèutica filosòfica i la filosofia contemporània. Des de l'any 1970 al 1987 fou director de la revista Documents d'Església i, entre els anys 2000 i 2008, de la revista Qüestions de Vida Cristiana. Entre altres, publicà Contribució a una crítica filosòfica de l'economicisme (2000) i Comprendre la paraula (2001). Arran de la seva participació en l'Aula de la Fundació Joan Maragall Cristianisme i Cultura del 2010, publicà la biografia intel·lectual i trajectòria personal L'Ofici del Pensador Cristià d'ençà del Vaticà II.